# Onze-Lieve-Vrouw (Hoeselt)
Onze-Lieve-Vrouw is een kerkdorp ten noorden van Hoeselt met ruim 1100 inwoners.

## Geschiedenis
Oorspronkelijk was hier een gehucht dat Neroye of Neder heette, waarnaar de Nederstraat aldaar werd vernoemd, welke naam ook wel voor het gehele gehucht werd gebruikt. Dit gehucht is al oud en was in de feodale een officiële wijk of wagen van Hoeselt, met een eigen burgemeester.
De gelovigen behoorden tot de Sint-Stephanusparochie te Hoeselt. Gedurende de 20e eeuw nam de bevolking toe, mede door de aantrekkingskracht van de nabijgelegen Genkse steenkoolmijnen. Er ontstond een kinderopvang en een kleuterschool en er zou, omstreeks 1930, ook een lagere school in het gehucht komen. Nu wilde de bevolking ook een kapel of een kerkje in het gehucht opgericht zien.
Dit kerkje zou worden gewijd aan Onze-Lieve-Vrouw Middelares, aanvankelijk bedoeld als hulpkerk van de Sint-Stephanusparochie. In 1934 werd de eerste steen voor dit kerkje gelegd, en in 1938 werd het ingewijd. In 1948 werd het kerkje verheven tot parochiekerk. Sedert 2018 is een deel van de kerk verbouwd tot Gemeentelijke Bibliotheek. Een ander deel blijft voorbehouden voor eucharistievieringen.
Iets ten westen van Onze-Lieve-Vrouw lag het Kasteel Terbos.

## Nabijgelegen kernen
Hoeselt, Beverst, Romershoven